# 圣若阿金-迪比卡斯
圣若阿金-迪比卡斯（葡萄牙語：São Joaquim de Bicas）是巴西米纳斯吉拉斯州的一个市镇。总面积72.455平方公里，总人口22214人，人口密度306.6人/平方公里。